# K13XD
K13XD (también mencionada como KXD), en el canal 13, es la estación de televisión afiliada a CBS en Fairbanks, Alaska. Salió al aire el 7 de agosto de 1996 como la sexta televisora de la zona, cuatro meses antes de que la estación KTVF abandonara su afiliación con CBS en favor de NBC. Antes del lanzamiento de la estación, la estación hermana KFXF temporalmente emitió algunos programas de CBS junto con los de Fox, tales como The Young and the Restless, 60 Minutes, Late Show with David Letterman, y Walker, Texas Ranger.
El nacimiento de KXD significó que Fairbanks finalmente tendría una estación para cada una de las cuatro grandes cadenas: KATN (ABC), KFXF (Fox), KTVF (NBC), y KXD (CBS), junto con KJNP (TBN) y KUAC (PBS). KXD y KFXF son propiedad de Tanana Valley Television. KXD es operada como una estación de clase A, aun cuando su sigla legal sigue siendo similar a la que poseen las repetidoras.